# Panzerwaffe
 (octobre 2013).
Si vous disposez d'ouvrages ou d'articles de référence ou si vous connaissez des sites web de qualité traitant du thème abordé ici, merci de compléter l'article en donnant les références utiles à sa vérifiabilité et en les liant à la section « Notes et références ».

Drapeau d'un bataillon de panzers.

La Panzerwaffe, littéralement en français « arme blindée », désigne en allemand sous le Troisième Reich la branche blindée de l'armée de terre allemande. Les membres de la Panzerwaffe sont appelés Panzertruppen, littéralement « troupes blindées ». La Panzerwaffe s'occupe en particulier de l'organisation, la formation et l'approvisionnement des unités blindées, en particulier les unités de panzers.
L'initiateur de cette arme nouvelle au sein de l'armée allemande est le général Heinz Guderian, qui l'organise progressivement alors même que les clauses du traité de Versailles empêchent en théorie l'Allemagne de disposer d'une telle arme. Après des balbutiements sous le régime de Weimar au sein des Kraftfahrtruppen, l'arme se développe sous l'appellation « Schnelle Truppen », littéralement « troupes rapides ». Le changement de nom est décidé en 1943.
La Panzerwaffe a la charge des Panzertruppen, à savoir les équipages des chars ; elle a aussi en charge les Panzergrenadiers (infanterie mécanisée) et les trains blindés ou « Panzerzüge », et pas uniquement les unités de chars proprement dites.

## Histoire

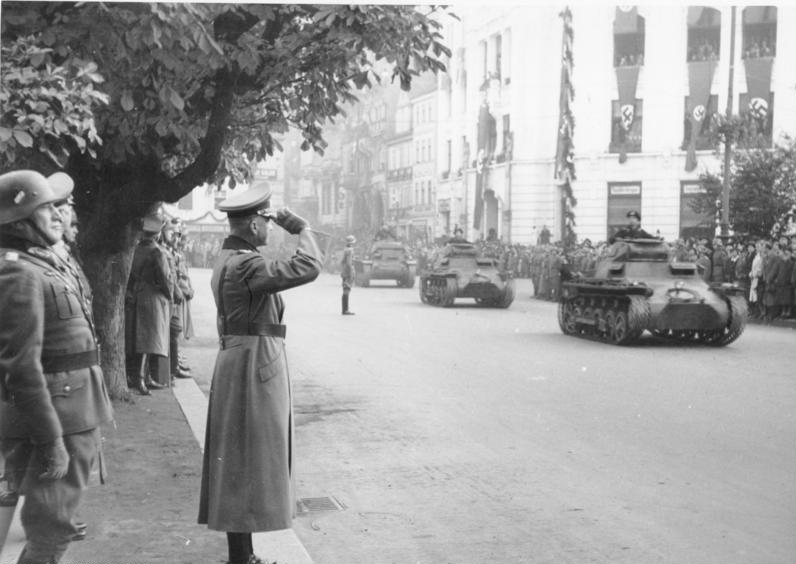
Le 13 octobre 1938 à Karlsbad, défilé militaire de chars (modèle Panzer I), devant le commandant en chef de l'armée de terre allemande le Generaloberst Walther von Brauchitsch à l'occasion de l'annexion des Sudètes.

D'après le traité de Versailles, l'armée de l'Allemagne défaite, devenue la Reichswehr, n'a pas le droit de posséder des chars. Le paragraphe 171 du traité stipule l'interdiction de « la production et l'importation en Allemagne des chars blindés, tanks ou de tout autre engin pouvant servir à des buts de guerre ». Pour contourner l'interdiction, les chars allemands conçus durant les années 1920-1930 porteront le nom de code de « Traktor », littéralement « tracteur » (sous-entendu « agricole »). C'est ainsi qu'en secret des projets comme celui du Leichttraktor sont menés à bien par les firmes Krupp et Rheinmetall pour l'état-major allemand.
Le traité de Rapallo met en place une collaboration militaire secrète entre l'Allemagne de Weimar et l'URSS, qui durera jusqu'en 1933, avec des camps d'entraînement allemands secrets ; une école des gaz de combat à Saratov, une école d'aviation près de Lipetsk et un centre d'études et d'entraînement pour les chars de combat à Kazan. L'école ouvre finalement ses portes en juillet 1929 et servira à former environ une trentaine de spécialistes de blindés allemands.
À cette époque, la branche de la Reichswehr qui regroupe sous une même direction l'ensemble des forces motorisées s'appelait les Kraftfahrtruppen, pour « troupes automobiles ». Elles comprenaient :
- les Panzertruppen (troupes blindées) ;
- la Panzerabwehr (chasseurs [protection] de chars) ;
- les Schützen (chasseurs ou fusiliers) ;
- les Kradschützen (troupes motocyclistes).

En 1938, les Kraftfahrtruppen et la cavalerie subissent une refonte sous l'impulsion du général Heinz Guderian, qui est promu le 20 novembre 1938 General der Panzertruppen. Les deux armes sont alors fondues en une branche unique, baptisée « Schnelle Truppen ». Elles comprennent :
- les Panzertruppen (troupes blindées) ;
- la Panzerabwehr (chasseurs [protection] de chars) ;
- les Schützen (fusiliers ou chasseurs) ;
- les Kradschützen (troupes motocyclistes) ;
- la Kavallerie (cavalerie) ;
- les Kavallerie-Schützen (chasseurs à cheval) ;
- l’Aufklärung (unités de reconnaissance) ;
- les Reiter (unités montées) ;
- les Radfahrer (unités cyclistes).

Le 1er avril 1943, les « Schnelle Truppen » sont rebaptisées Panzertruppen qui regroupent désormais :
- les Panzertruppen (troupes blindées) ;
- la Panzeraufklärung (reconnaissance blindée) ;
- les Panzerjäger (chasseurs de chars) ;
- la Festungspanzerabwehr (unités [protection] blindées de forteresse) ;
- les Panzergrenadier (infanterie mécanisée) ;
- les Schnelle Abteilungen (groupes rapides) ;
- les Eisenbahnpanzerzüge (trains blindés) ;
- les Kradschützen (troupes motocyclistes) ;
- les Panzerpioniere (génie [sapeurs] blindé) ;
- les Panzernachrichten (transmissions blindées).

En nombre de chars détruits chez l'ennemi, les plus grands « as » de l'armée allemande sont Kurt Knispel, Otto Carius, Johannes Bölter, Michael Wittmann.

## Organisation

### Direction
La Panzerwaffe regroupe l'ensemble des unités blindés dépendant de la Wehrmacht Heer (l'armée de terre).
De nombreuses formations blindées ou motorisées dépendaient de la Waffen-SS. De fait, elles n'entrent pas dans le giron de la Panzerwaffe, les deux forces armées disposant d'un commandement séparé. Cette distinction « administrative » ne doit toutefois pas faire oublier qu'opérationnellement parlant, leurs organisations étaient très similaires, et les unités blindées SS ont fréquemment fait partie de grandes unités dépendant du commandement de la Wehrmacht.

### Types d'unités
Les unités de l'infanterie motorisée constituent les premières formations rattachées à la Panzerwaffe. Celle-ci consiste alors simplement en des troupes d'infanterie dont le transport est assuré par des camions. Au début de la Seconde Guerre mondiale, la Wehrmacht comptait ainsi de nombreuses « divisions légères », constituant chacune une unité de cavalerie semi-motorisée, ce qui constituait un compromis avec les cavaliers de la Heer. Ces unités mixtes sont jugées inadaptées aux conditions du combat moderne à l'issue de la campagne de Pologne, elles sont alors transformées en unités totalement motorisées.
En complément de ces divisions légères, la Wehrmacht dispose très vite d'unités complètement motorisées. L'archétype originel d'une unité de la Panzerwaffe est la division blindée (en allemand : Panzerdivision)[Quand ?]. Chacune d'elles est composée d'un brigade blindée (en allemand : Panzerbrigade), comportant deux régiments de chars, et de deux régiments d'infanterie mécanisée (en allemand : les Panzergrenadiers) ou d'infanterie motorisée. La totalité des personnels d'une division blindée est mobile, y compris les unités de support, qu'il s'agisse d'artillerie de campagne — dans ce cas des canons automoteurs — ou d'artillerie antichar — les véhicules appelés chasseurs de chars ou des canons antichars tractés — accompagnées d'unités de reconnaissance blindée. Après les campagnes de Pologne et de France, la taille des Panzerdivisionen est réduite ; il n'y subsiste pour certaines qu'un seul régiment de chars. Ce remaniement permet à l'Allemagne de gonfler le nombre de divisions blindées disponibles.
Après le déclenchement de la Seconde Guerre mondiale, l'armée allemande constitue un autre genre de grande unité blindée relevant de la Panzerwaffe. Il s'agit des divisions de grenadiers blindés ou Panzergrenadierdivisionen. Ces unités comportent des troupes d'infanterie motorisée, voire quelques bataillons d'infanterie mécanisée lorsque suffisamment de semi-chenillés sont disponibles pour constituer des forces plus puissantes et mobiles encore. Leurs unités d'appui incluent de l'artillerie automotrice antichar, comme les Jagdpanzer, avec parfois un considérable appui de panzers.

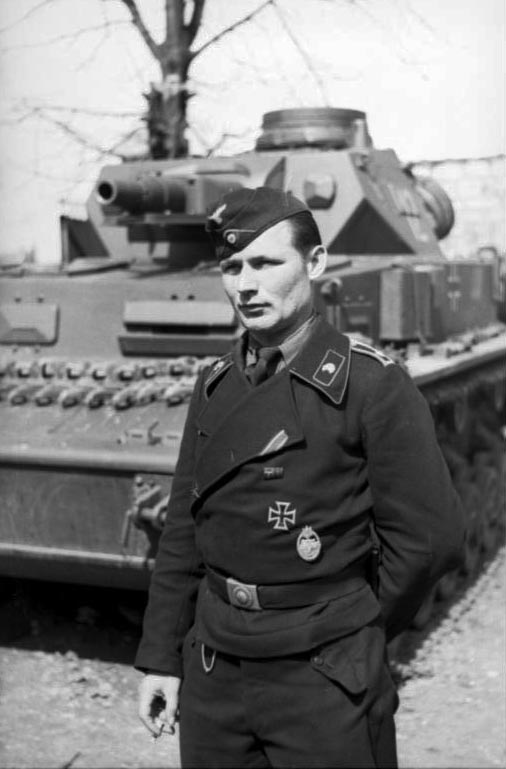
Le 21 juin 1940, quelque part en France occupée, un Feldwebel de Panzertruppe pose devant son char (un Panzer IV) dans son uniforme noir typique.

Un Panzerkorps en français : « corps d'armée blindé » est une grande unité rassemblant deux ou trois divisions, ainsi que d'autres unités d'appui et de soutien.
Au-delà, on trouve le « Panzergruppe » en français : « groupe blindé », dont la force est similaire à celle d'une armée allemande. Elles sont nommées soit selon un numéro (Panzergruppe 1) soit d'après le nom de son commandant (Panzergruppe von Kleist), et finissent en général par être renommées en « Panzerarmee » en français : « armée blindée », composée de deux à trois corps.
Dans ces grandes unités, corps ou armée, les unités blindées étaient — selon les besoins et les disponibilités — presque toujours mêlées à des unités d'infanterie « standards », qui ne relevaient pas au sens propre de la Panzerwaffe. À tel point que la 2. Panzerarmee, retirée du front de l'Est à l'été 1943 pour être envoyée dans les Balkans (dans le cadre de la lutte anti-partisans), n'a plus de Panzerdivision sous son contrôle à la fin de cette même année.

## Troupes et unités

### Formation
Les personnels de la Panzerwaffe sont dénommés Panzertruppen en français : « troupes blindées ».
Deux écoles spécifiques ont formé les Panzertruppen. Il s'agit des Panzertruppenschulen I (en) et II (en).

### Uniformes
Les équipages des chars se distinguent des autres personnels de la Heer par leur uniforme particulier. Plus près du corps et entièrement noir. Cet uniforme contribue à ce que ses membres se considèrent comme faisant partie d'une caste à part. À l'origine, en novembre 1934, cet uniforme était un "noir de travail" et on ne devait pas y apposer l'aigle à croix gammée que ce soit sur le béret (Schutzmütze) ou sur la Feldjacke noire.

### Vexillologie
La Panzerwaffe est une branche ou « Waffengatung » de l'armée de terre allemande, au même titre que l'infanterie ou l'artillerie. De fait, celle-ci bénéficie de tous les attributs d'identification propre à chacune des branches de la Heer. La couleur de cette arme ou « Waffenfarbe » est le rose ; à titre de comparaison, l'infanterie allemande porte du blanc et c'est l'écarlate pour l'artillerie.
Il est à noter une exception : la 24e PzD (dite "cavalier sautant").  Il s'agissait d'une ancienne division de cavalerie qui, par respect de la tradition, fut autorisée à utiliser la Waffenfarbe (couleur propre à l'arme) jaune or au lieu du rose.